# Stjärnbas
En stjärnbas är i science fiction-berättelser en rymdbas som ofta används som dockningsstationer, militärbaser eller handelsstationer. De förekommer bland annat i Star Trek. och Babylon 5. De kan antingen finnas i omloppsbana ute i rymden, eller vara belägna på en himlakropp.

### Fotnoter
1. ↑  ”Stjärnbas”. Star Trek-databas. http://www.startrekdb.se/stationer/stationer.php?station=11. Läst 2 oktober 2014.